# El Dia (Diari)
El dia va ser un diari en llengua catalana publicat a la Catalunya central. Va néixer a Manresa (Bages) el 2 de desembre de 1929. Publicava informació general i informació local. El seu subtítol era «diari d'esquerra republicana» i va esdevenir portaveu d'Esquerra Republicana de Catalunya.

## Història
El Dia va sorgir com a contraposició dels tres diaris de dretes, ultraconservadors i reaccionaris que existien a la ciutat i en la primera exemplar exposa quin és l'objectiu del diari i la raó pel qual sorgeix.
El Dia va tenir la redacció al carrer de Cirera, 13 fins al setembre del 1937 que es va traslladar al Passeig de Pere III i es confeccionava el diari la Impremta Boixada a la Baixada dels Jueus de Manresa.
El diari publicava diàriament un tiratge mitjà d'un miler d'exemplars de dilluns a dissabte i va arribar a publicar 3306. Es publicà fins al 5 setembre 1938, poc abans del final de la Guerra Civil.
Després dels fets del sis d'octubre de 1934 va ser suspès fins al 18 d'octubre, però l'endemà mateix va tornar a ser suspès durant 80 dies fins al 7 de gener del 1935 que va reaparèixer a la palestra periodística en unes circumstàncies molt semblants a les de la primera etapa de la seva vida. Durant tot el Bienni de dretes va ser molt censurat.
Pi i Margall va presidir en esperit la tasca diària del periòdic. Els seus principis i les seves doctrines van constituir la base fonamental del seu programa polític, orientat cap a l'obtenció d'una societat més igualitària i més justa, pel lliure desenrotllament de la democràcia.

## Contingut
El Dia va ser un diari republicà i de tendència federalista, que defensava la neutralitat confessional, la sobirania nacional, la classe obrera i era enemic dels privilegis.
De cara a l'àmbit local va posar interès en què el lector trobés en les seves columnes la informació més completa i exacte especialment de la vida local amb tots els problemes que afectaven la ciutat amb la màxima consideració i respecte per totes les persones i totes les idees. Tenia com a objectiu formar ciutadans, conscients dels seus drets i també dels seus deures, complidors de les seves obligacions ciutadanes i suficientment liberals per saber respectar els drets del pròxim.

## Director i redactors
Els seus directors van ser Joan Baptista Claret, Joaquim Amat-Piniella, Antoni Invers, Josep Font i Cabanes i, a partir del novembre del 1936, Josep Martí i Farreras.
Entre els seus redactors i col·laboradors, destaca Joaquim Amat-Piniella, Miquel Arpa, Antoni Farreras, Francesc Farreras i Duran, Antonieta Feliu, Marcel·lí Font, Llorenç Perramon, Josep Maria Planes, Ferran Planes, Vicenç Prat, Antoni Ribas, Joan Selves, Lluís Soler i Terol, David Torrents Caus, Carles Costa i Vicenç Vilarasau.